# موستلا
موستلا (به لاتین: Mustla) یک منطقهٔ مسکونی در استونی است که در دهستان تارواستو واقع شده‌است. موستلا ۸۱۸ نفر جمعیت دارد.